# Kurt Scheer
Walter Kurt Scheer (* 13. September 1888 in Willstätt; † 1963) war ein deutscher Kinderarzt.

## Werdegang
Scheer kam als Sohn des Arztes Hans Scheer und der Maria Scheer, geb. Koenig, zur Welt. Er legte das Abitur an einem humanistischen Gymnasium ab und studierte Medizin in Straßburg, Heidelberg und Kiel. Während seines Studiums wurde er Mitglied der Akademisch-Musikalischen Verbindung Alt-Straßburg Freiburg (im Sondershäuser Verband). Seine Assistenzzeit verbrachte er am Pathologischen Institut und am Hygienischen Institut in Straßburg und an der Universitätskinderklinik in Frankfurt am Main.
Nach Habilitation war er ab 1922 Privatdozent in Frankfurt und wurde dort 1927 zum außerordentlichen Professor ernannt. Er war Leiter des Städtischen Kinderheimes sowie Leiter des Krankenhauses Böttgerstraße.
Wissenschaftlicher Schwerpunkt seiner Arbeit war die Rachitisbekämpfung durch Milchbestrahlung.

## Ehrungen
- 1952: Verdienstkreuz (Steckkreuz) der Bundesrepublik Deutschland